# Prix Ozone
 (mars 2016).
Si vous disposez d'ouvrages ou d'articles de référence ou si vous connaissez des sites web de qualité traitant du thème abordé ici, merci de compléter l'article en donnant les références utiles à sa vérifiabilité et en les liant à la section « Notes et références ».
Le prix Ozone, créé en 1997, est un prix littéraire français concernant la science-fiction, la fantasy et le fantastique. Créé par le magazine Ozone, ce prix des lecteurs a gardé son nom d'origine bien que la revue ait changé le sien en Science-Fiction magazine. Il a cessé d’être délivré après l'année 2000.

## Prix
Roman science-fiction francophone
- 1997 : Serge Lehman pour F.A.U.S.T., Fleuve noir (1996)
- 1998 : Roland C. Wagner pour l'Odyssée de l'espèce (les Futurs Mystères de Paris — 3), Fleuve noir (1998)
- 1999 : Serge Lehman pour Aucune étoile aussi lointaine, J'ai lu (1998)
- 2000 : Jean-Claude Dunyach et Ayerdhal pour Étoiles mourantes, J'ai lu (1999)

Roman fantastique francophone
- 1997 : Anne Duguël pour Petite chanson dans la pénombre
- 1998 : Jeanne Faivre d'Arcier pour la Déesse écarlate, Pocket (1997)
- 1999 : Anne Duguël pour Entre chien et louve, Denoël (1998)
- 2000 : Philippe Ward pour Irrintzina, Naturellement (1999)

Roman fantasy francophone
- 1997 : Pierre Grimbert pour Six héritiers (le Secret de Ji — 1), Mnémos (1996)
- 1998 : Ayerdhal pour Parleur ou les Chroniques d'un rêve enclavé, J'ai lu (1997)
- 1999 : Fabrice Colin pour Arcadia (Vestiges d'Arcadia & la Musique du sommeil), Mnémos (1998)

Roman de science-fiction étranger
- 1997 : Neal Stephenson pour le Samouraï virtuel, Robert Laffont (1996)
- 1998 : Kim Stanley Robinson pour Mars la bleue (Mars — 3), Presses de la Cité (1997)
- 1999 : Dan Simmons pour L'Éveil d'Endymion (Hypérion — 4), Robert Laffont (1998)
- 2000 : Greg Bear pour Oblique, Robert Laffont (1999)

Roman fantastique étranger
- 1997 : Stephen King pour Désolation,  Albin Michel (1996)
- 1998 : Christopher Fowler pour l'Illusionniste, Pocket (1997)
- 1999 : Kim Newman pour Anno Dracula, J'ai lu (1998)
- 2000 : Kim Newman pour Le baron rouge sang, J'ai lu (1999)

Roman fantasy étranger
- 1997 : Robert Jordan pour La Roue du temps, Rivages (1995)
- 1998 : Terry Pratchett pour Au guet ! (les Annales du Disque-monde — 8), l'Atalante (1997)
- 1999 : Terry Pratchett pour  Le Faucheur (les Annales du Disque-monde — 11), l'Atalante (1998)

Prix SFVO du meilleur roman non traduit
- 1998 : Stephen King pour Wizard and Glass (the Dark tower — 4), Donald M. Grant (1997)

Nouvelle de science-fiction francophone
- 1997 : Serge Lehman pour Nulle part à Liverion, dans Genèses, J'ai lu (1996)
- 1998 : Serge Lehman pour L'Inversion de Polyphème, dans Bifrost 5 (mai 1997)

Nouvelle de fantastique / horreur francophone
- 1997 : Jean-Claude Dunyach pour Ce que savent les morts dans Territoires de l'inquiétude 9, Denoël (1996)

Nouvelle de science-fiction étrangère
- 1997 : Iain M. Banks pour un Cadeau de la Culture dans Galaxies nº 1 (été 1996)
- 1998 : Nancy Kress pour Danses aériennes, Orion/Étoiles vives (1997)

Nouvelle de fantastique / horreur étrangère
- 1997 : Charles de Lint pour Comme un disque rayé dans Territoires de l'inquiétude 9, Denoël (1996)

Revue de science-fiction / fantastique francophone
- 1997 : Galaxies
- 1998 : Bifrost

Fanzine de science-fiction
- 1997 : Yellow Submarine
- 1998 : Yellow submarine

Bande dessinée
- 1997 : Régis Loisel pour Mains rouges (Peter Pan — 4), Vents d'ouest (1996)
- 1998 : François Bourgeon et Claude Lacroix pour Six saisons sur Il0 (Le Cycle de Cyann — 2), Casterman (1997)
- 1999 : Serge Le Tendre, Dominique Lidwine  et Régis Loisel pour L'Ami Javin (Cycle second : la Quête de l'oiseau du temps — 5), Dargaud (1998)

Illustration
- 1997 : Josh Kirby pour Pyramides de Terry Pratchett, l'Atalante (1996)
- 1998 : Philippe Jozelon pour la couverture de Galaxies 6 (automne 1997)

Illustrateur
- 1997 : Caza
- 1999 : Caza

Roman pour la jeunesse
- 1997 : Jean-Marc Ligny pour Slum City, Hachette (1996)
- 1998 : Christophe Lambertla Nuit des mutants, Hachette (1997)
- 1999 : Dany Jeury et Michel Jeury Le Chat venu du futur, Hachette (1998)

Meilleur film
- 1997 : Terry Gilliam pour l'Armée des douze singes
- 1998 : Jean-Pierre Jeunet pour Alien 4
- 1999 : Andrew Niccol pour Bienvenue à Gattaca

Pire film
- 1997 : Roland Emmerich pour Independence Day

Meilleure série télé
- 1997 : Chris Carter pour X-Files
- 1998 : Chris Carter pour X-Files, quatrième saison
- 1999 : Joss Whedon pour Buffy contre les vampires, deuxième saison

Pire série télé
- 1997 : Glen Morgan et James Wong pour Space 2063

Prix SFVO du meilleur roman anglophone non traduit
- 1997 : Stephen Baxter pour Voyage (1996)

Prix spécial des lecteurs
- 1997 : la Collection des Éditions Mnémos
- 1998 : l'émission Cyberflash sur Canal+
- 1999 : le jeu vidéo Heart of darkness, Infogrames

Anthologie
- 1998 : Jacques Goimard et Roland Stragliati pour la Grande Anthologie du fantastique - 3, Presse de la Cité / Omnibus (1997)